# Otto Cimbal
Otto Cimbal (* 10. April 1840 in Frömsdorf, Landkreis Münsterberg, Provinz Schlesien; † 22. Oktober 1912 ebenda) war ein deutscher Pflanzenzüchter.

## Leben
Als Sohn eines Landwirts übernahm er 1868 den väterlichen Hof, führte zunächst vergleichende Sortenversuche mit Kartoffeln durch und züchtete später eigene Sorten. Seine bekannteste Kartoffelsorte war die rotschalige, stärkehaltige „Professor Wohltmann“. Gleichzeitig war Cimbal ein erfolgreicher Weizenzüchter. Für seine Verdienste um die Landwirtschaft wurde er 1903 zum Landesökonomierat ernannt.
Durch seine Weizenzüchtungen wurde er berühmt. Sein Streben ging dahin, den damals überall in Deutschland beliebten englischen Weizenzüchtungen mit ihrem hohen Körnerertrag die im deutschen Osten erforderliche Winterhärte zu geben wie sie die heimischen, aber nicht so ertragreichen Sorten besaßen. In langer, mühevoller Kleinarbeit gelang es ihm, dieses Ziel durch Züchtung neuer Sorten zu erreichen. „Großherzog-von-Sachsen-Weizen“, „Fürst-Hatzfeldt-Weizen“, „Sylvester-Weizen“ nannte er seine besonders begehrten Neuzüchtungen.
Noch durchschlagender bei Wissenschaft und Praxis waren Cimbals Rübenkreuzungen. Massenertrag, hoher Nährstoffgehalt und Haltbarkeit waren die gewonnenen Eigenschaften auf diesem Gebiet, besonders der „orangengelben Riesenfutterrunkelrübe“ und der „Frömsdorfer gelben Riesenfutterrunkelrübe“.
Die größten Verdienste zur allgemeinen Anerkennung im In- und Auslande erwarb sich der schlesische Saatzüchter aber, wie sein Biograph, Saatzuchtleiter Dr. Paul Friebe, im ersten Band der Schlesischen Lebensbilder der Historischen Kommission für Schlesien vom Jahre 1922 überliefert hat, als Kartoffelzüchter. Es ist Cimbals großes Verdienst, aus den damals in Schlesien vorhandenen, zum Teil schon stark abgebauten Sorten neue leistungsfähige Sorten herangezüchtet zu haben. Im Jahre 1889 brachte der nahezu schon Fünfzigjährige auf dem Gebiet der Kartoffelzüchtung sein erstes gelungenes Kreuzungsprodukt, die „Erste von Frömsdorf“ auf den Markt, eine gegen alle Krankheiten besonders widerstandsfähige Sorte. Ihr folgten rasch weitere Neuzüchtungen des nun mitten im Erfolge stehenden Mannes: „Alma“ als Speisekartoffel, „Fürst Bismarck“ als stärkereiche Fabrikkartoffel, „Frühe Ertragreiche“ als Frühkartoffel, schließlich die weltberühmt gewordene Sorte „Professor Wohltmann“. Sein mühevoller, ungeheuer umfangreicher Züchterfleiß ermüdete nicht, wenn auch bei tausenden Versuchen nur ein einziger zur Weiterzucht geeigneter Sämling sich ihm anbot. Es ging ihm stets um die widerstandsfähigsten Sorten. Denn nur sie boten Aussicht auf Bestand.
Ehrungen aller Art, Medaillen, Preise, auch von der Pariser Weltausstellung, wurden als Anerkennung ihm zuteil. Hohe Staatsbeamte, darunter der preußische Landwirtschaftsminister Victor von Podbielski (1844–1916), bedeutende Wissenschaftler und Praktiker suchten ihn neben der großen Reihe schlesischer Bauern auf, trugen sich in sein Gästebuch ein und wurden seine Bewunderer, viele von ihnen, so der große Förderer der deutschen Landwirtschaft Ferdinand Wohltmann, auch seine besten Freunde. Schon 1902 würdigte die Illustrierte Landwirtschaftliche Zeitung seine bedeutenden Leistungen in einer längeren Abhandlung. Im landwirtschaftlichen Fachschrifttum hatte Cimbal längst die ihm gebührende Beachtung gefunden.
Nach dessen Tode, anno 1912, übernahm seine unverheiratete Tochter Maria Cimbal die Leitung der erwähnten Zuchtstätte.
Bevor sie jedoch am 30. Dezember 1928 verstarb, adoptierte sie in den 20er Jahren ihren Neffen, den Saatzuchtinspektor und Diplomlandwirt Otto Marocke, welcher fortan traditionswegen den Namen Otto Cimbal (3. Dezember 1896) führte.